# اسمیت کراسرودز (ویرجینیای غربی)
اسمیت کراسرودز (به انگلیسی: Smith Crossroads) یک منطقهٔ مسکونی در ایالات متحده آمریکا است که در شهرستان مورگان، ویرجینیای غربی واقع شده‌است.